# Gerald Griffin

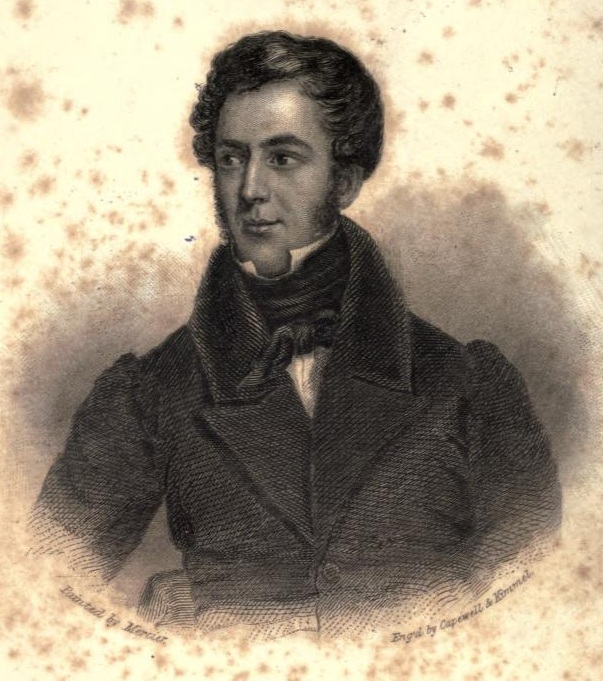
Gerald Griffin

Gerald Griffin (* 12. Dezember 1803 in Limerick, County Limerick; † 12. Juni 1840 in The North Monastery, Cork, County Cork) war ein irischer Dramatiker und Schriftsteller.

## Leben
Nach dem Schulbesuch war er als Journalist bei Lokalzeitungen tätig, ehe er 1823 nach London ging und dort seine schriftstellerische Laufbahn begann. Dabei waren seine Dramen zwar wenig erfolgreich und bekamen schlechte Theaterkritiken, allerdings hatte er zu seiner Zeit Erfolg mit Sammlungen von Kurzgeschichten über das Leben in Südirland wie Holland Tide (1826) und Tales of the Munster Festivals (1827).
Seinen Roman The Collegians, der die Grundlage für Dion Boucicaults Drama The Colleen Bawn (1860) lieferte, veröffentlichte er 1829 anonym. Weitere Werke waren The Rivals (1829), The Christian physiologist (1830) und The Invasion (1832).
1838 verbrannte er alle seine Manuskripte und begab sich bis zu seinem Tod in das Kloster The North Monastery der Christian Brothers.
1940 erschien einhundert Jahre nach seinem Tode das autobiografisch geprägte The Dead March Past.